# Teleskoprute

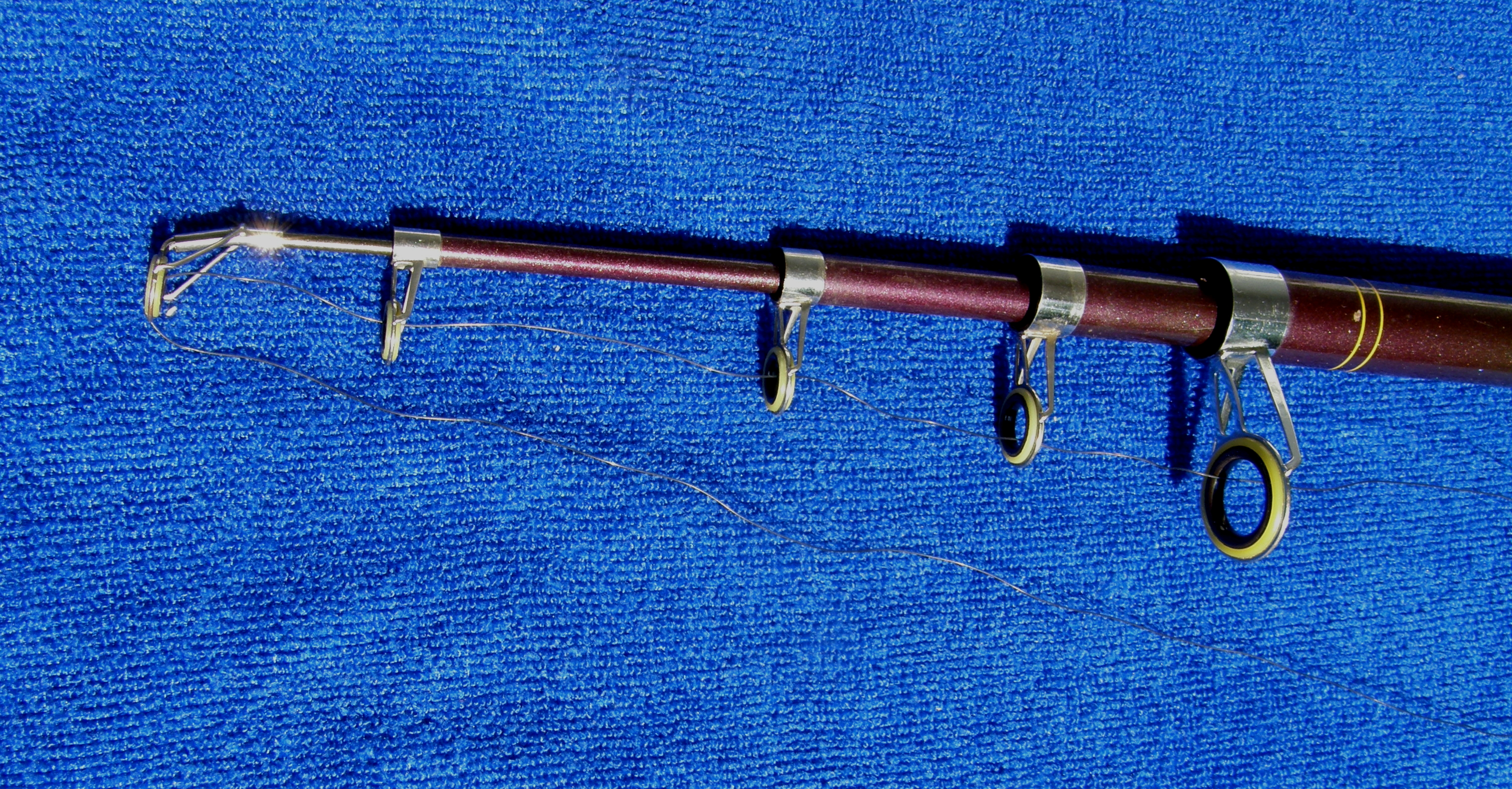
Details: Schnurlaufringe an den Segmenten einer Teleskoprute (fast ganz zusammengeschoben)

Bei der Teleskoprute handelt es sich um eine Angelrute. Da aber heute die Ruten meistens eine Länge von mehreren Metern haben, muss die Rute zu Transport- und Aufbewahrungszwecken verkleinert werden können. Bei der Teleskoprute hat man das Problem gelöst, indem man sie in mehrere Segmente von ca. 50–100 cm teilt, welche ineinander geschoben werden können, da sie zur Spitze hin dünner werden. Dadurch reduziert sich die Transportlänge auf ca. Segmentlänge. Diese Art der Teilung geht auf Kosten der Aktion und Belastbarkeit der Rute. Auch ist hier, anders als bei der Steckrute, die Anzahl der Schnurlaufringe auf die Anzahl der Segmente begrenzt. Trotzdem ist sie sehr beliebt.
Die Teleskoprute wurde von dem amerikanischen Fliegenfischexperten Charles Ritz erfunden. 